# Депорт (Тексас)
Депорт (енгл. Deport) град је у америчкој савезној држави Тексас. По попису становништва из 2010. у њему је живело 578 становника.

## Демографија
Према попису становништва из 2010. у граду је живело 578 становника, што је 140 (19,5%) становника мање него 2000. године.
| Група             | 2000.       | 2010.       |
| Белци             | 664 (92,5%) | 525 (90,8%) |
| Афроамериканци    | 21 (2,9%)   | 10 (1,7%)   |
| Азијати           | 0 (0,0%)    | 0 (0,0%)    |
| Хиспаноамериканци | 4 (0,6%)    | 26 (4,5%)   |
| Укупно            | 718         | 578         |